# Jennifer Aniston
Jennifer Joanna Aniston (sinh ngày 11 tháng 2 năm 1969) là một diễn viên và nhà sản xuất người Mỹ. Aniston nổi tiếng nhờ vai diễn Rachel Green trong loạt phim hài kịch tình huống Những người bạn (1994–2004), giúp cô thắng một giải Emmy, giải Quả cầu vàng và giải Nghiệp đoàn Diễn viên Màn ảnh. Kể từ khi sự nghiệp thăng tiến vào những năm 1990, cô đã trở thành một trong những nữ diễn viên được trả lương cao nhất trên thế giới.
Aniston là con gái của hai diễn viên John Aniston và Nancy Dow. Cô bắt đầu diễn xuất khi còn nhỏ tuổi với một vai diễn không được công nhận trong bộ phim Mac and Me năm 1988. Cô đóng vai chính lần đầu tiên trong bộ phim hài kinh dị Leprechaun năm 1993. Kể từ đó, cô luôn góp mặt vào chuỗi những bộ phim hài thành công như Office Space (1999), Bruce Almighty (2003), The Break-Up (2006), Marley & Me (2008), Cô vợ hờ (2011), Horrible Bosses (2011), Gia đình bá đạo (2013), Dumplin' (2018) và Murder Mystery (2019). Aniston cũng thủ vai chính trong những bộ phim độc lập nổi tiếng như The Good Girl (2002), Friends with Money (2006) và Cake (2014). Cô quay trở lại truyền hình vào năm 2019, sản xuất và đóng vai chính trong loạt phim Bản tin sáng của Apple TV+, nhờ đó cô đã đoạt một giải Nghiệp đoàn Diễn viên Màn ảnh.
Aniston luôn nằm trong danh sách những người phụ nữ đẹp nhất thế giới trên các trang tạp chí. Giá trị tài sản ròng của cô được ước tính vào khoảng 300 triệu USD, và tổng doanh thu phòng vé của cô là hơn 1,6 tỉ USD trên toàn cầu. Cô đã được gắn một ngôi sao trên Đại lộ Danh vọng Hollywood và là người đồng sáng lập công ty sản xuất Echo Films vào năm 2008. Cô đã từng kết hôn hai lần: lần đầu là với nam diễn viên Brad Pitt, người mà cô đã kết hôn trong 5 năm, và sau đó là nam diễn viên Justin Theroux, cô cưới anh vào năm 2015 rồi ly thân vào năm 2017.

## Đầu đời
Aniston sinh ngày 11 tháng 2 năm 1969, tại Sherman Oaks, Los Angeles với cha là diễn viên người Mỹ gốc Hy Lạp John Aniston và mẹ là nữ diễn viên Nancy Dow. Một trong những ông cố ngoại của cô, Louis Grieco, là người Ý. Tổ tiên của mẹ cô cũng bao gồm người Anh, người Ireland, người Scotland và một số là người Hy Lạp. Còn tổ tiên của cha cô đến từ đảo Crete. Aniston có hai người anh em cùng cha khác mẹ là John Melick và Alex Aniston. Cha đỡ đầu của Aniston là diễn viên Telly Savalas, một người bạn thân của cha cô.
Gia đình cô chuyển đến Thành phố New York khi cô còn nhỏ. Dù cha là một diễn viên truyền hình nhưng cô lại không được khuyến khích xem truyền hình nên Aniston luôn tìm mọi cách để vượt qua sự cấm đoán. Cô theo học một trường Waldorf lúc sáu tuổi. Cha mẹ cô ly hôn khi cô lên chín.
Khi biết đến diễn xuất ở tuổi 11, cô đăng kí vào Trường Trung học Âm nhạc & Nghệ thuật và Biểu diễn Nghệ thuật Fiorello H. LaGuardia tại quận Manhattan, nơi cô gia nhập hội kịch của trường và được dạy diễn kịch bởi Anthony Abeson. Cô đã biểu diễn trong hai vở kịch The Sign in Sydney Brustein's Window của Lorraine Hansberry và Ba chị em của Anton Chekhov.

## Sự nghiệp

### 1988–1993: Những vai diễn đầu tiên
Aniston lúc đầu làm việc trong sân khấu nhạc kịch off-Broadway cũng như trang trải cuộc sống bằng các công việc bán thời gian như tiếp thị qua điện thoại, phục vụ bàn và đưa thư bằng xe đạp. Năm 1988, cô có một vai nhỏ không được công nhận trong bộ phim phiêu lưu khoa học viễn tưởng Mac and Me được giới phê bình đánh giá cao. Năm tiếp theo, cô xuất hiện trên chương trình The Howard Stern Show với tư cách là người quảng bá cho hãng Nutrisystem, rồi chuyển về Los Angeles.
Aniston tới Hollywood và xuất hiện lần đầu trên truyền hình năm 1990, với vai diễn thường xuyên trong loạt phim Molloy tồn tại trong một thời gian ngắn và trong bộ phim Camp Cucamonga. Cô cũng xuất hiện trong Ferris Bueller, một phiên bản làm lại năm 1986 của bộ phim nổi tiếng Ferris Bueller's Day Off. Tuy nhiên, bộ phim này nhanh chóng bị huỷ bỏ. Aniston sau đó xuất hiện trong hai phim truyền hình hài kém thành công khác là The Edge và Muddling Through, có vai diễn ngắn trong các phim Quantum Leap, Herman's Head, và Burke's Law. Sau một loạt các bộ phim bị huỷ bỏ, cùng với sự xuất hiện của cô trong bộ phim kinh dị bị chế giễu, Leprechaun, Aniston đã nghĩ tới việc ngừng diễn.

### 1994–2004:Những người bạnvà sự công nhận rộng rãi trên toàn thế giới
Các kế hoạch của Aniston đã thay đổi sau khi thử vai cho Những người bạn, một bộ phim hài kịch tình huống được dự định phát trên NBC từ mùa thu năm 1994–1995. Các nhà sản xuất ban đầu chỉ muốn Aniston thử vai cho vai diễn Monica Geller, nhưng Courteney Cox là người hợp nhất với vai Monica. Vì thế, Aniston đóng vai Rachel Green. Cô đóng vai Rachel từ năm 1994 tới khi bộ phim chấm dứt năm 2004.
Chương trình là một sự thành công và Aniston cùng với các bạn diễn trở nên nổi tiếng. Kiểu tóc của cô ở thời điểm ấy, được gọi là "Rachel", được nhiều người cóp theo. Aniston nhận lương một triệu dollar cho mỗi tập trong hai năm cuối thực hiện phim Những người bạn, cũng như năm lần được đề cử giải Emmy (hai cho Vai phụ, ba cho Vai chính), và một lần giành giải cho Diễn viên chính xuất sắc trong một bộ phim hài. Theo Sách kỷ lục thế giới Guinness (2005), Aniston (cùng với các ngôi sao nữ khác) đã trở thành diễn viên phim truyền hình được trả thù lao cao nhất mọi thời đại với khoản tiền 1 triệu dollar cho mỗi tập phim từ năm thứ 10 của Friends.
Jennifer Aniston đã xuất hiện trong nhiều phim thương mại và âm nhạc. Năm 1996, cô xuất hiện trong phim âm nhạc của Tom Petty và The Heartbreakers, "Walls." Aniston cũng xuất hiện trong phim âm nhạc của Melissa Etheridge năm 2001, "I Want To Be In Love." Jennifer Aniston xuất hiện trong một đoạn quảng cáo của Heineken sau này đã bị cấm vì các vấn đề nhãn hiệu. Aniston cũng xuất hiện trong các đoạn phim quảng cáo cho các sản phẩm tóc của L'Oreal. Năm 1994, Microsoft mời Aniston, cùng với các diễn viên trong Những người bạn như Matthew Perry, thực hiện một đoạn quảng cáo 30 phút cho hệ điều hành mới của họ, Windows 95. Cô đóng trong The Object of My Affection (1998), và trong vở kịch kinh phí thấp, The Good Girl, năm 2002 đạo diễn bởi Miguel Arteta, đóng vai một thủ quỹ bình thường ở một thị trấn nhỏ, thu được 14 triệu đô-la Mỹ tiền bán vé ở Mỹ. Cuối năm 2005, Aniston xuất hiện trong hai bộ phim lớn, Derailed và Rumor Has It.

### 2005–13: Tiếp nối thành công trong con đường điện ảnh

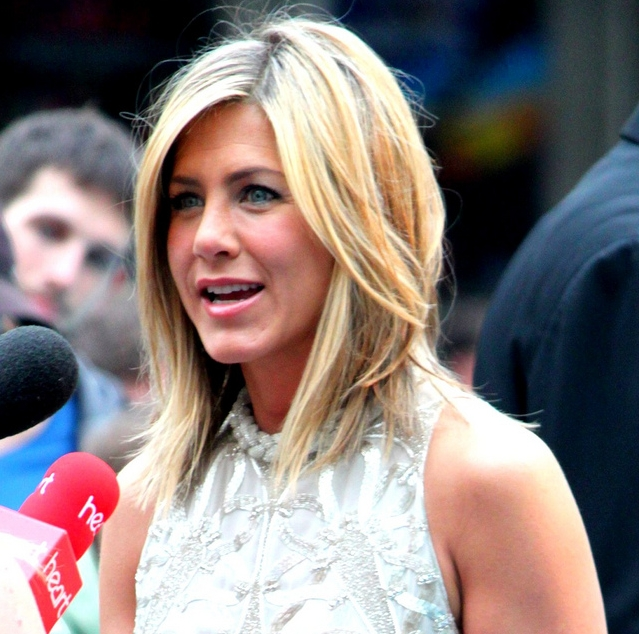
Aniston trong buổi công chiếu tại London phim Những vị sếp khó tính năm 2011

Thành công lớn nhất của cô là vai diễn năm 2003 trong bộ phim Bruce Almighty, trong đó cô đóng vai bạn gái của ngôi sao Jim Carrey. Aniston sau đó xuất hiện trong bộ phim năm 2004, Along Came Polly với nam diễn viên chính Ben Stiller. Năm 2006, Aniston xuất hiện trong vở kịch chi phí thấp, Friends with Money, lần đầu diễn tại Sundance Film Festival, và cũng không được diễn lại nhiều. Bộ phim tiếp theo của Aniston, The Break-Up, được giới thiệu ngày 2 tháng 6, thu được xấp xỉ $39.17 triệu trong tuần công chiếu đầu tiên, dù bị giới phê bình tỏ ra lãnh đạm.
Năm 2007, Aniston xuất hiện trong phần Dirt của Courteney Cox Arquette. Aniston đóng vai đối thủ của Arquette là Tina Harrod. Ngoài nghề diễn, Aniston cũng đã đạo diễn một bộ phim ngắn về một phòng cấp cứu trong bệnh viện tên là Room 10, với các diễn viên Robin Wright Penn và Kris Kristofferson; Aniston đã nói rằng cô quan tâm tới việc đạo diễn bởi nữ diễn viên Gwyneth Paltrow, người đã đạo diễn một phim ngắn năm 2006. Ngày 25 tháng 12 năm 2008, Marley & Me, trong đó Aniston xuất hiện cùng Owen Wilson, được công chiếu. Nó lập một kỷ lục về số tiền bán vé trong Ngày Giáng sinh với $14.75 triệu. Nó đạt tổng cộng $51.7 triệu tiền vé trong bốn ngày cuối tuần và đứng số #1 về tiền thu từ bán vé, vị trí nó giữ trong hai tuần. Tới ngày 15 tháng 2 năm 2009 tổng doanh thu toàn cầu của nó đạt $161.608.269.
Bộ phim được công chiếu rộng rãi tiếp sau của cô, He's Just Not That into You, ra mắt tháng 2 năm 2009. Bộ phim đoạt doanh thu $27.5 triệu, xếp hạng #1 về tiền bán vé trong tuần lễ đầu tiên. Tuy bộ phim nhận được các nhận xét trái chiều, Aniston cùng với Jennifer Connelly và Ben Affleck thường được giới phê bình khen ngợi vì khả năng diễn xuất trong phim. Aniston đã xuất hiện trong tập thứ ba của 30 Rock Season 3 của NBC đóng vai bạn cùng phòng cũ thời đại học của Liz Lemon người đã theo đuổi Jack Donaghy. Ngày 16 tháng 7 năm 2009, Aniston được đề cử giải Emmy cho Nữ diễn viên xuất sắc trong một bộ phim truyền hình hài về vai diễn của cô trong 30 Rock.

## Trên phương tiện truyền thông
Forbes liệt kê Aniston là người phụ nữ giàu thứ 10 trong ngành công nghiệp giải trí năm 2007. Cô đứng sau các nhân vật như Oprah Winfrey, J. K. Rowling, Madonna, Mariah Carey, Celine Dion và Jennifer Lopez và phía trước Britney Spears, Christina Aguilera, Mary-Kate và Ashley Olsen. Tài sản thực của Aniston xấp xỉ $110 triệu. Aniston cũng nằm trong Star Salary Top 10 của tạp chí thương mại The Hollywood Reporter trong năm 2006. Vào tháng 10 năm 2004, theo Forbes, Aniston là nhân vật nổi tiếng hàng đầu ngành công nghiệp giải trí. Năm 2008, Aniston đứng thứ 17 trong danh sách Celebrity 100 của Forbes về "thu nhập và danh tiếng." Forbes liệt kê các khoản thu nhập của Aniston là $27 triệu.

## Đời sống cá nhân

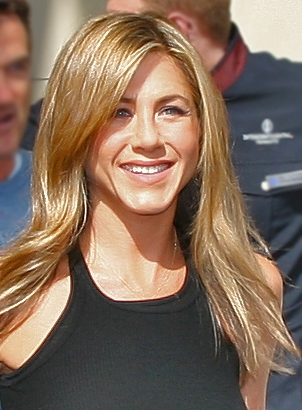
Aniston tại Liên hoan phim quốc tế Toronto năm 2008

Aniston đã hẹn hò với bạn diễn Charlie Schlatter trong bộ phim truyền hình Ferris Bueller năm 1990. Cô bắt đầu quan hệ với Daniel MacDonald năm 1991, kéo dài tới năm 1994 ngay trước khi cô nhận được vai trong phim Friends.. Cô có thời gian ngắn hẹn hò với nhạc sĩ Adam Duritz vào năm 1995. Từ năm 1995 đến năm 1998, cô có mối tình lãng mạn với diễn viên Tate Donovan và cặp đôi được cho là đã đính hôn.
Năm 1998, cô bắt đầu hẹn hò với tài tử Brad Pitt và lấy anh ngày 29 tháng 7 năm 2000, cả hai tổ chức một đám cưới xa xỉ tại Malibu. Trong vài năm, cuộc hôn nhân của họ được coi là lâu dài và khá hiếm tại Hollywood. Tuy nhiên, hai người đã thông báo chia tay vào ngày 6 tháng 1 năm 2005. Pitt bắt đầu hẹn hò với nữ diễn viên Angelina Jolie, dù Pitt đã bác bỏ việc lừa dối Aniston. Pitt và Aniston đã cùng xuất hiện công khai sau khi thông báo chia tay, thậm chí tại một bữa tiệc đêm mừng sinh nhật của Aniston, bạn bè của hai người đã nói rằng họ đang hoà giải. Tuy nhiên, Aniston đã đâm đơn ly dị ngày 25 tháng 3 năm 2005. Vụ ly dị được xử xong ngày 2 tháng 10 năm 2005.
Aniston tiết lộ rằng cuộc ly hôn của cô khiến cô gần gũi hơn với mẹ mình, Nancy, cô đã có thái độ ghẻ lạnh bà trong gần một thập kỷ. Ban đầu họ trở nên xa lánh nhau khi Nancy nói về con gái trên một show truyền hình và sau này viết một cuốn sách có tựa đề, From Mother and Daughter to Friends: A Memoir (1999). Aniston cũng nói rằng cô bị sốc mạnh sau cái chết của bác sĩ trị liệu lâu năm của mình, người giúp cô cảm thấy cuộc chia tay với Pitt trở nên dễ chịu hơn.
Sau cuộc ly dị, Aniston bắt đầu quan hệ với diễn viên Vince Vaughn, bạn diễn của cô trong phim The Break Up. Những rắc rối trong mối quan hệ được thông báo vào tháng 9 năm 2006, sau đó là một lời xác nhận chia tay vào tháng 12 năm ấy. Cô có hẹn hò với người mẫu nam Paul Sculfor trong vài tháng năm 2007. Tháng 2 năm 2008, cô bắt đầu hẹn hò với ca sĩ John Mayer. Hai người chia tay vào tháng 8, nhưng nối lại quan hệ vào tháng 10 trước khi chia tay lần nữa vào tháng 3 năm 2009. Cô là mẹ đỡ đầu của Coco Riley Arquette, con gái của những người bạn thân của cô, diễn viên Courteney Cox Arquette và David Arquette. Aniston cũng có quan hệ thân thiết với cựu bạn diễn trong phim Friends, Matthew Perry.
Năm 2015, cô kết hôn với nam diễn viên Justin Theroux, rồi sau đó ly dị vào năm 2017.

## Từ thiện
Aniston là người ủng hộ cho nhiều quỹ từ thiện. Cô là người hỗ trợ cho Friends of El Faro, một tổ chức phi lợi nhuận thường dân giúp gây quỹ cho Casa Hogar Sion—một trại mồ côi tại Tijuana, Mexico và đã xuất hiện trong nhiều chương trình quảng cáo thương mại trên TV cho St. Jude's Children's Research Hospital mà cô là một nhà tài trợ chính. Cô cũng một lần xuất hiện với tư cách khách mời trên Oprah's Big Give show để ủng hộ cho sự nghiệp và giúp đỡ bằng tiền mặt. Aniston đã tổ chức Stand Up to Cancer show tháng 9 năm 2008. Trong chiến dịch "It Can't Wait" để giải phóng Myanmar, Aniston đã đạo diễn và đóng trong một video. Ngày 14 tháng 4 năm 2007, Aniston nhận được Giải Vanguard của GLAAD vì những đóng góp của cô làm gia tăng tầm nhìn và thấu hiểu với người đồng tính nữ, người đồng tính nam, người lưỡng tính và cộng đồng chuyển giới.